# Partido de Avellaneda
Avellaneda es uno de los 135 partidos de la provincia argentina de Buenos Aires. Forma parte del conglomerado urbano conocido como Gran Buenos Aires, ubicándose en la zona sur del mismo. Su cabecera es la ciudad de Avellaneda. Forma parte de la Tercera Sección Electoral de la Provincia de Buenos Aires, la más importante en electores habilitados, diputados y senadores.
El nombre se eligió en honor al periodista, abogado, político argentino y tercer presidente electo de la Nación Argentina, Nicolás Avellaneda. Anteriormente la zona que componía el partido fue denominada "Barracas al Sud" por el gobernador de la provincia de Buenos Aires, Alejandro Vicente López y Planes.
Está separada de la Ciudad de Buenos Aires por el río Matanza (que es atravesado por varios puentes, entre los que se destaca el Nuevo Puente Pueyrredón) al norte, limita con el Partido de Quilmes al sur, con el Partido de Lanús al oeste y con el Río de la Plata al este.

## Geografía

### Geomorfología
El paisaje del Partido de Avellaneda, desde el punto de vista geomorfológico, presenta un suave relieve de terrazas de escasa pendiente vinculadas al Riachuelo y al Río de la Plata.
Las características climáticas corresponden al tipo de clima templado. La acción del viento Pampero (del Sudoeste) y la Sudestada manifiestan efectos sobre las aguas del Río de la Plata y Riachuelo; el Pampero produce bajantes y la Sudestada, inundaciones.
Las aguas superficiales presentan dos frentes fluviales: el del Norte enfrenta al Riachuelo (curso inferior del río Matanza), y el del Este, al Río de la Plata. El municipio tiene grandes problemas de inundación, esto se debe a que no fueron ejecutadas las tareas de canalización, rellenamiento o entubamiento suficientes de algunos arroyos. Con respecto al suelo, en las terrazas bajas predominan arcillas marinas y acumulaciones de conchillas y arenas, los albardones tienen suelos más aireados con buena provisión de materia orgánica.
Tanto las formaciones vegetales como animales naturales fueron casi íntegramente destruidas por el proceso de urbanización.

### Ubicación
Originalmente llamado Barracas al Sud, está separado de la Capital Federal por el Riachuelo, que desemboca en el Río de la Plata, al noroeste. Al noreste limita con el Río de la Plata, al sudoeste con el partido de Lanús y al sudeste con el partido de Quilmes.

### Sismicidad
La región responde a la «subfalla del río Paraná», y a la «subfalla del río de la Plata», con sismicidad baja; y su última expresión se produjo el 5 de junio de 1888 (137 años), a las 3.20 UTC-3, con una magnitud de 5,5 en la escala de Richter. (Terremoto del Río de la Plata de 1888).

## Historia
Su nombre original fue Barracas al Sud (hasta 1904, año en el que cambió su nombre por Avellaneda)
Barracas al Sud estaba formado en su origen por los actuales partidos de Avellaneda, Lanús y Lomas de Zamora, además de la localidad de Adrogué y una porción del actual Partido de Quilmes. El nombre se debe a que en el año 1731, por orden de las autoridades se instalaron barracas sobre el puerto del Riachuelo, que era el fondeadero y puerto natural. Estas barracas se hallaban diseminadas a lo largo de las riberas del río sobredicho y transmitieron el nombre al lugar en que se encontraban establecidas.
- 1806: con el objeto de inspeccionar las fuerzas defensoras (debido al desembarco de tropas inglesas), el propio Virrey Sobremonte realizó el reconocimiento, se detuvo unos momentos en la casa de Gálvez retirándose luego hacia Buenos Aires.

- 1829: en el casco de la estancia de Piñeiro, en la actual localidad de Piñeyro (también conocida como "Piñeiro") se entrevistaron Rosas y Lavalle para firmar un acuerdo llamado "Pacto de Barracas".
- 1852: el General Urquiza, Director Provisorio de la Confederación Argentina, impuso al Partido de Barracas al Sud el nombre de "Villa Constitución", el que no prosperó y cayó en el olvido.

- 1854: el vecino Juan Tomás Ortiz donó a la Municipalidad un terreno de cien varas por cien varas, con destino a cementerio. Su ubicación era la del actual Hospital Fiorito.

- 1870: se habilitó el primer surtidor de agua potable de Aguas Corrientes, instalado en la vereda, frente a la casa del Señor Salvador Mendy (actual esquina de las Avenidas Mitre y Pavón).

- 1876: se habilitó el cementerio nuevo de Barracas al Sud (el actual) en terrenos adquiridos a la familia Vedoya dos años antes. Tuvo varias ampliaciones hasta llegar a la superficie actual.

- 1877: apareció el primer número del periódico "El Pueblo", fundado por Manuel Justiniano Estévez. Era un semanario crítico, literario y noticioso, de salida dominical y fue el primer órgano informativo de Barracas al Sud.

- 1888: a las 3.20 del 5 de junio se produjo fuerte cimbronazo, provocado por el terremoto del Río de la Plata de 1888

- 1903: (25 de marzo): se fundó el Racing Club

- 1904: El partido cambió su nombre de Barracas al Sud a Avellaneda

- 1905: se fundó el Club Atlético Independiente el primer día de ese año.

- 1914: Avellaneda se transformó en la mayor ciudad industrial y obrera de la República Argentina.

- 1916 (1 de septiembre): se fundó el Club Sportivo Dock Sud.

- 1944: se creó el Partido de 4 de junio (hoy Lanús), con tierras de los partidos de Avellaneda y de Lomas de Zamora.

- 1957 (11 de enero): se fundó Arsenal Fútbol Club.

- 2020: Se declaró al partido de Avellaneda como la Capital Nacional del Fútbol.

## Política

### Intendentes desde 1983
| Intendente                   | Mandato                                           | Partido | Partido | Alianza | Alianza | Elecciones |
| ---------------------------- | ------------------------------------------------- | ------- | ------- | ------- | ------- | ---------- |
| Luis Raúl Sagol              | 10 de diciembre de 1983 - 10 de diciembre de 1987 |         | UCR     |         | —       | 1983       |
| Luis Raúl Sagol              | 10 de diciembre de 1987 - 10 de diciembre de 1989 | 1987    | UCR     |         | —       |            |
| Miguel González              | 10 de diciembre de 1989 - 10 de diciembre de 1991 | 1987    |         | UCR     | —       |            |
| Baldomero Álvarez de Olivera | 10 de diciembre de 1991 - 10 de diciembre de 1995 |         | PJ      |         | FREJUFE | 1991       |
| Baldomero Álvarez de Olivera | 10 de diciembre de 1995 - 10 de diciembre de 1999 | 1995    | PJ      |         | FREJUFE |            |
| Oscar Laborde                | 10 de diciembre de 1999 - 10 de diciembre de 2003 |         | FG      |         | Alianza | 1999       |
| Baldomero Álvarez de Olivera | 10 de diciembre de 2003 - 10 de diciembre de 2007 |         | PJ      |         | —       | 2003       |
| Baldomero Álvarez de Olivera | 10 de diciembre de 2007 - 3 de agosto de 2009     |         | PJ      | FPV     | 2007    |            |
| Jorge Ferraresi              | 3 de agosto de 2009 - 10 de diciembre de 2011     |         | PJ      | FPV     | 2007    |            |
| Jorge Ferraresi              | 10 de diciembre de 2011 - 10 de diciembre de 2015 | 2011    | PJ      | FPV     |         |            |
| Jorge Ferraresi              | 10 de diciembre de 2015 - 10 de diciembre de 2019 | 2015    | PJ      | FPV     |         |            |
| Jorge Ferraresi              | 10 de diciembre de 2019 - 12 de noviembre de 2020 |         | PJ      | FdT     | 2019    |            |
| Alejo Chornobroff            | 12 de noviembre de 2020 - 1 de noviembre de 2022  |         | PJ      | FdT     | 2019    |            |
| Jorge Ferraresi              | 1 de noviembre de 2022 - 10 de diciembre de 2023  |         | PJ      | FdT     | 2019    |            |
| Jorge Ferraresi              | 10 de diciembre de 2023 - En el cargo             |         | PJ      | UP      | 2023    |            |

1. ↑  Renunció al cargo.
2. ↑  Renunció para asumir como Ministro de Desarrollo Social de la Provincia de Buenos Aires.

### Concejo Deliberante de Avellaneda

Composición del Concejo Deliberante de Avellaneda. Ciclo 2023-2025

Actualmente el Concejo Deliberante de Avellaneda está conformado por 24 concejales.

## Cuarteles y localidades

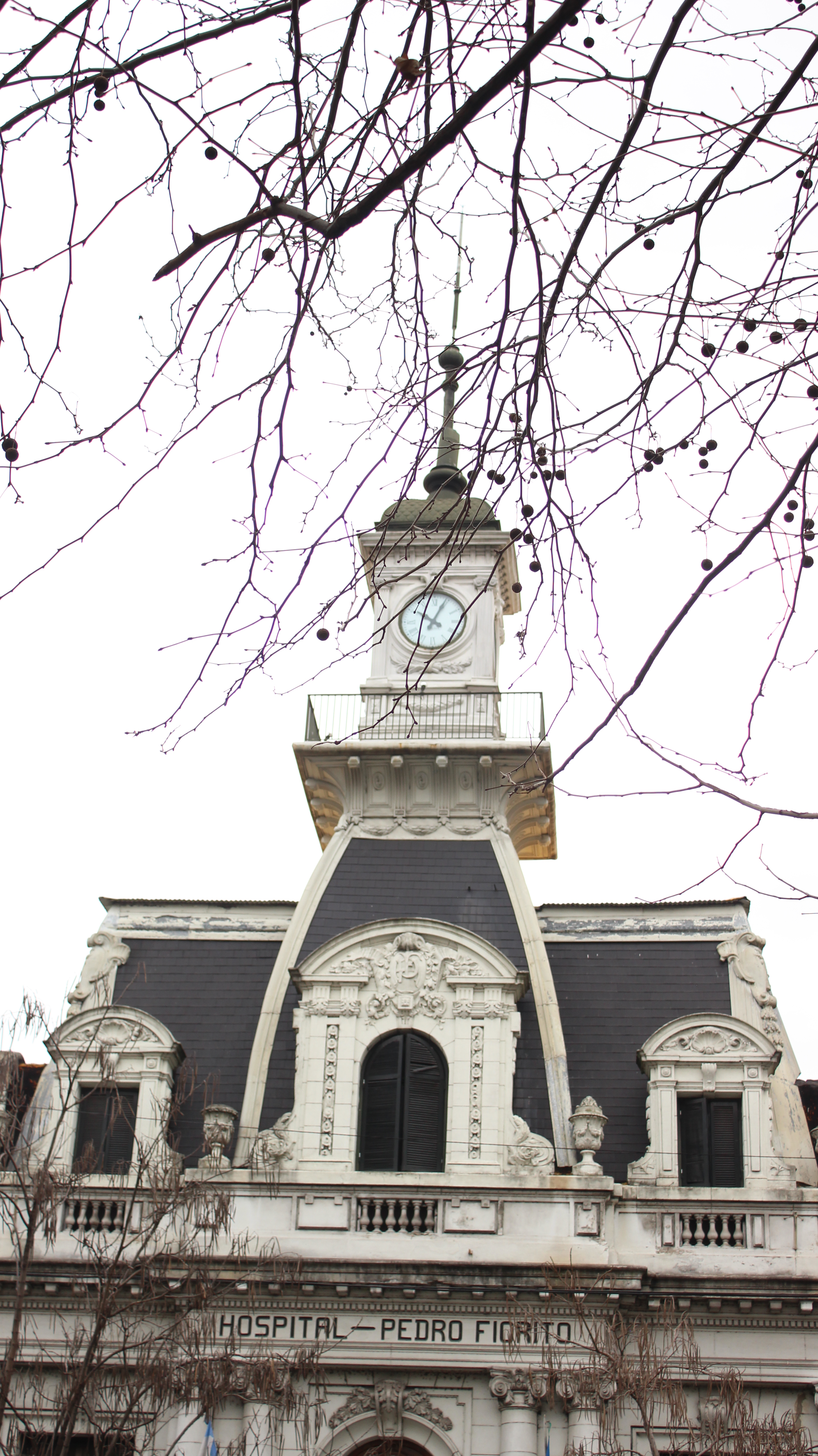
Hospital interzonal general agudos Pedro Fiorito, del partido de Avellaneda

El partido de Avellaneda se divide en 5 cuarteles denominados I, II, III, VI y VII. En 1944 fue creado el partido de Lanús con los cuarteles IV, V, VIII y una parte del III separados de Avellaneda.
La Municipalidad de Avellaneda, en su sitio web, indica que el partido está conformado por las siguientes localidades:
- Avellaneda (ciudad cabecera).
- Dock Sud (ciudad, desde el 16 de octubre de 2014).
- Gerli (localidad).
- Piñeyro (localidad).
- Sarandí (ciudad).
- Villa Domínico (localidad).
- Wilde (ciudad).

La Municipalidad de Avellaneda indica que el partido integra una Zona de Reserva que conforma parte de las localidades de Dock Sud, Gerli, Sarandí, Villa Domínico y Wilde.

## Demografía
| Población | 8.003 | 8.244  | 18.574   | 144.739  | 273.839 | 326.531 | 337.538 | 334.145 | 344.991 | 328.980 | 342.677 | 367.554 |
| Variación | -     | +2,96% | +125,30% | +679,25% | +89,19% | +19,24% | +3,37%  | -1,00%  | +3,24%  | -4,64%  | +4,16%  | +7,3%   |

### Inmigración
Gracias a las oportunidades laborales y por su ubicación, la inmigración del partido fue creciendo muy rápidamente. A mitades del siglo XIX, en 1856, la población que residía era de 5099 habitantes, los cuales provenían de los siguientes países:
- 2444 eran argentinos[12]
- 819 eran franceses[12]
- 528 eran españoles[12]
- 496 eran italianos[12]
- 247 eran ingleses[12]
- 217 eran alemanes[12]
- 348 de otros orígenes[12]

## Seguridad
El municipio de avellaneda esta bajo jurisdicción de la Policía de la Provincia de Buenos Aires, que cuenta con 7 comisarías en el distrito.
- 1º Avellaneda, Lavalle 158

- 2º Piñeyro, Giribone 495
- 3º Dock Sud, Debenedetti y Huergo
- 4º Sarandí, Luján 15
- 5º Wilde, Las Flores 363

- 6º Gerli, Carabelas 1151

- 7º Villa Corina, C. Oyuela y Casacuberta

- Jefatura Distrital, F. Onsari 1820

Además, desde el año 2019, en la ciudad funciona el cuerpo de "Cuidadores Ciudadanos", compuesto por 300 agentes civiles que se encargan de arbitrar, ordenar y mediar ante conflictos y emergencias, para proteger los recursos públicos y articular en los casos que lo demanden con otras agencias del Estado. Los agentes se movilizan en camionetas "Fiat Partner" de color verde.
Avellaneda cuenta con más de 700 cámaras monitoreadas desde dos centros de monitoreo, uno central ubicado en la Av. Bartolomé Mitre 2615, junto al polo judicial y otro más pequeño ubicado en el Parque Dominico. Actualmente se están construyendo cuatro nuevos centros de monitoreo descentralizados en Wilde, Gerli, Piñeyro y Sarandi. Por otro lado en los últimos años la municipalidad instaló en varios barrios Alarmas Comunitarias que son activadas desde los celulares a través de la aplicación "Alarma Comunitaria Avellaneda".

## Turismo
Desde el año 2021, en la ciudad se desarrolla el programa "Descubri Avellaneda", en el que los vecinos pueden realizar distintos circuitos turísticos organizados por la Subsecretaria de Turismo Municipal.

## Accesos

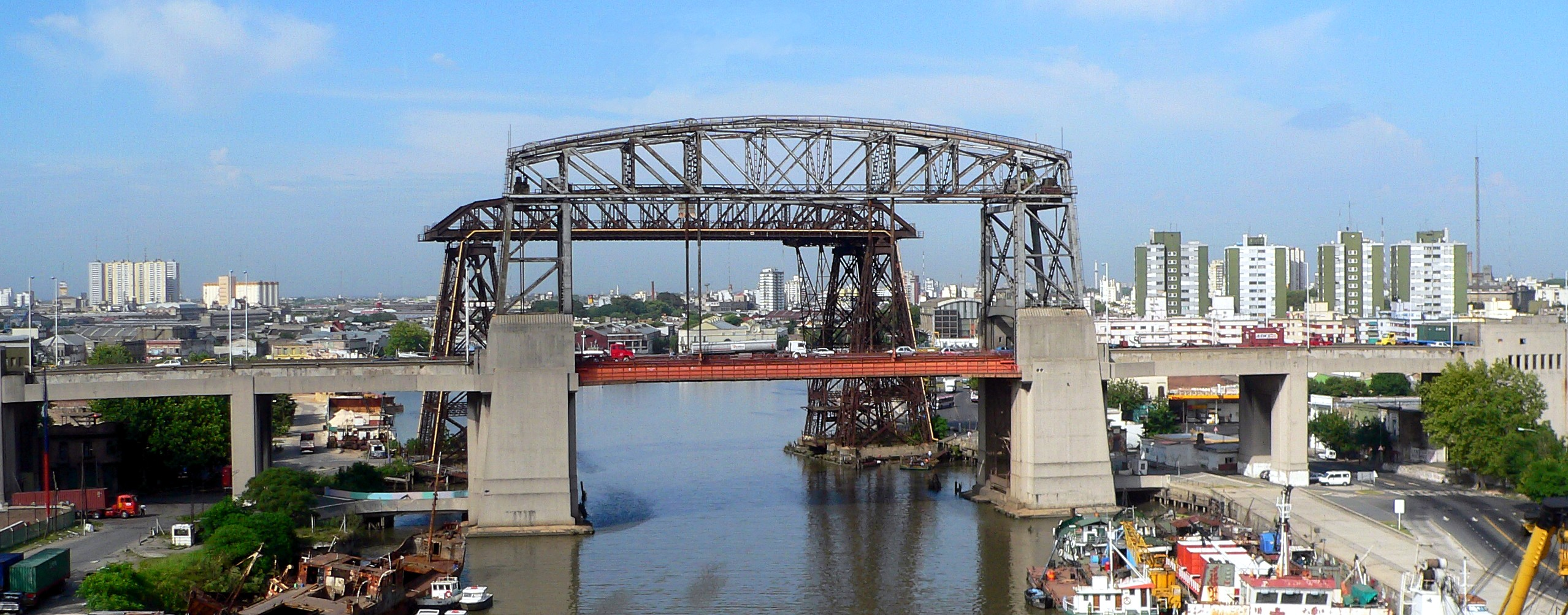
Puente Nicolás Avellaneda.

La principal arteria vial del partido es la Avenida Presidente Bartolomé Mitre, que se extiende desde el Puente Pueyrredón hasta el partido vecino de Quilmes. El Nuevo Puente Pueyrredón es el de mayor tránsito entre Avellaneda y la ciudad de Buenos Aires, ya que se continúa en la Avenida 9 de julio (renombrada como la más ancha del mundo). En la bajada del Nuevo Puente Pueyrredón, además de la Avenida Presidente Bartolomé Mitre, se encuentran la Avenida Belgrano (que es una de las avenidas más importante y corre paralela a la Avenida Presidente Bartolomé Mitre de principio a fin) y la Avenida Hipólito Yrigoyen (ex Avenida Pavón) hacia el sur, conectando a Avellaneda con varios partidos (Lanús, Lomas de Zamora, Almirante Brown, Presidente Perón).
Hacia la desembocadura del Riachuelo se encuentran tanto el nuevo como el antiguo puentes transbordadores, que unen el barrio porteño de La Boca con el barrio dockense de Isla Maciel.
Las principales líneas de colectivo son las líneas: 10 17 20 22 24 33 37 45 51 74 79 85 93 95 98 100 129 134 148 154 159 178 195 247 266 271 277 293 A 293 B 295 324 373 421 570

## Hogares con necesidades básicas insatisfechas
Según el censo de 2001 realizado por el INDEC en el partido de Avellaneda hay 9.341 hogares con las necesidades básicas insatisfechas lo que representa el 9,3% del total de los hogares de dicho partido.

## Ciudadanos destacados
- Roberto Acuña (n. 1972): futbolista avellanedense nacionalizado paraguayo. Mediocampista en Nacional (1988-1993), Argentinos Juniors (1993-1994), Boca Juniors (1994-1995), Independiente (1995-1997), Real Zaragoza (1997-2002), Deportivo La Coruña (2002-2003), Elche (2003-2004), Rosario Central (2006), Olimpia (2007) y Club Rubio Ñu (2009-).
- Jorge Asís (n. 1946): escritor y periodista. Autor de la novela "Flores robadas en los jardines de Quilmes" (1980).
- Pepito Avellaneda (1930-1996): bailarín internacional de tango y milonga.
- Raúl Bernao (1941-2007): futbolista. Wing derecho en Independiente (1961-1971), en Deportivo Cali (1971-1973) y en Gimnasia y Esgrima de La Plata (1974).
- Eladia Blázquez (1931-2005): cantante, pianista, guitarrista y compositora de tango.
- Yésica Bopp (n. 1984): boxeadora. Campeona panamericana en la categoría minimosca (2005, 2006, 2007) y campeona mundial en la misma categoría de la AMB (2008, 2009) y primera campeona femenina del título OMB (2009).
- Luis Brandoni (n. 1940): actor y diputado nacional (1993-2001).
- Andrés Cascioli (1936-2009): humorista y dibujante. Editor de las revistas Satiricón y Humor.
- Juan José Castro (1895-1968): compositor, pianista, violinista y director de orquesta.
- Hugo Ciciro (n. 1962): primer escultor monumentalista nacido en el Partido de Avellaneda. Autor del monumento a Juan Pablo II (ubicado en la catedral de Avellaneda).
- Bartolomé U. Chiesino "Don Bartolo" (1903-1992): Fundador Artes Gráficas Chiesino. Compañero y amigo de Benito Quinquela Martín y Jorge Luis Borges. Vicepresidente de independiente en la presidencia de Radrizzani.
- Beatriz Chomnalez (n.1930): cocinera.
- Gustavo Cordera (n. 1961): músico avellanedense[13] de origen lanusense. Cofundador y primer cantante de la banda de rock Bersuit Vergarabat.
- Lía Crucet (n. 1951): cantante, actriz y vedette.
- Mario Das Neves (1951-2017): político; diputado nacional (1995-2001) y gobernador (2003-) de la provincia de Chubut.
- Eva De Dominici (n. 1995): actriz.
- Bruno Di Benedetto (n. 1955): poeta, Premio de Poesía Casa de las Américas 2010.
- Graciela Dufau (n. 1941): actriz. Ganadora del premio a la mejor actriz en el Festival de Montreal (1979), en el Festival de Chicago (1980), en el Festival de Cine de La Habana (1982) y en el Festival de Cine de Huelva (1982).
- Pablo Echarri (n. 1969): actor y productor. Ganador del Premio Martín Fierro como mejor actor protagonista de telenovela (2000, 2006, 2011).
- Ricky Espinosa (1966-2002):Cantante, músico, compositor y productor del grupo de punk-rock Flema.
- Luis Farinello (1937-2018): sacerdote católico.
- Diego "Chavo" Fucks (n. 1961): Periodista.
- Ovidio Fuentes (1929-1988): Actor de cine, teatro y televisión.
- Julio Grondona (1931-2014): Dirigente futbolístico. Cofundador del Arsenal Fútbol Club, presidente del mismo (1957-1976), de Independiente (1976-1979) y de la AFA (1979-2014) y vicepresidente de la FIFA (1988-2014).
- Fernando Iglesias (n. 1957): escritor, periodista y político. Diputado nacional por la Ciudad de Buenos Aires (2007-2011).
- Silvia Kutika (n. 1956): actriz.
- José María Gatica (1925-1963): boxeador avellanedense de origen mercedino.
- Jorge Lanata (1960-2024): periodista avellanedense de origen marplatense.
- Félix Loustau (1922-2003): futbolista. Delantero en River Plate (1942-1957) y en Estudiantes (1957-1958).
- Humberto Maschio (n. 1933): futbolista. Delantero en Racing (1954-1957, 1966-1968), en Bologna (1957-1959), en Atalanta (1959-1962), en el Inter (1962-1963) y en Fiorentina (1963-1966).
- Jesús Mira (n. 1922): político. Diputado nacional por la provincia de Buenos Aires (1973-1976).
- Ricardo Montaner (n. 1957[14]): Cantautor y músico.
- Carlos Morel (n. 1958): cantante de tango
- Roberto Mouzo (n. 1953): futbolista. Defensor en Boca Juniors (1971-1984), Estudiantes de Río Cuarto (1985), 9 de Octubre (1985), Atlanta (1986) y Deportivo Urdinarrain (1986).
- Juan Carlos Muñoz (1919-2009): futbolista. Delantero en Dock Sud (1938-1939), River Plate (1939-1950) y Platense (1951-1953).
- Raimundo "Mumo" Orsi (1901-1986): futbolista. Delantero en Independiente (1920-1928, 1935), en Juventus (1928-1935), en Boca Juniors (1936), en Platense (1937), en Almagro (1938), en Peñarol (1938, 1940-1942), en Flamengo (1939) y en Santiago National (1943).
- Luis Otero (n. 1962): abogado, locutor y periodista.
- Mariano Otero (n. 1976): contrabajista y compositor de jazz
- Adolfo Pedernera (1918-1995): futbolista. Delantero en River Plate (1935-1946), Atlanta (1947), Huracán (1948-1949, 1954-1955) y Millonarios (1949-1954).
- Roberto Perfumo (1942-2016): futbolista, entrenador y periodista deportivo. Defensor en Racing Club (1961-1971), Cruzeiro (1971-1974) River Plate (1975-1978).
- Néstor Perlongher (1949-1992): poeta y escritor
- Marcelo Pisarro (n. 1975): Antropólogo y periodista.
- Alejandra Pizarnik (1936-1972): poeta surrealista
- Jorge Porcel (1936-2006): actor y comediante avellanedense de origen porteño. Ganador del Premio Martín Fierro a la labor cómica (1970) y a la labor cómica masculina (1973-1974).
- Manuel Quieto (1974): Cantante, músico y compositor de la banda de rock La Mancha de Rolando.
- Pablo Ramos (n. 1966): escritor. Su obra ha sido traducida al francés y al alemán.[15]
- Yulie Ruth (n. 1966): Bajista y cantautor, integrante de Pappo's Blues (1995-1999).
- Eduardo "Toto" Salvio (n. 1990): futbolista. Delantero en Sport Lisboa e Benfica y Boca Juniors.
- Fernando "Coco" Sily (n. 1962): actor y conductor televisivo
- Daniel Santoro (n. 1958): periodista del diario Clarín.
- Ángela Torres (n. 1998): actriz y cantante.
- Lolita Torres (1929-2002): cantante y actriz
- Abel Tortonese: odontólogo, docente y político. Miembro del gabinete de asesores de Alfredo Roque Vítolo (ministro del Interior durante el Gobierno de Arturo Frondizi).
- Dante Oscar Tortonese(1905-1987): médico, violinista, pianista, compositor y político avellanedense de origen platense. Diputado nacional por la provincia de Buenos Aires (1958-1960, 1962-1967).
- Ricardo Tortonese: docente y abogado. Único abogado latinoamericano que colaboró con el Comité de Defensa del expresidente de Irak, Saddam Hussein
- Alfredo Toth (n. 1949): músico y productor musical. Bajista de Los Gatos (1967-1970), guitarrista de Sacramento (1972-1973) y cantante de GIT (1984-1996, 2010-).
- Gervasio Troche (n. 1976): historietista nacionalizado uruguayo
- Adriana Varela (n. 1952): cantante de tango
- Rudi Varela: historiador. Miembro vitalicio de la Sociedad Argentina de Historiadores.
- Azucena Villaflor (1924-1977): activista social. Miembro fundador de la asociación de Madres de Plaza de Mayo.
- Javier "Pupi" Zanetti (n. 1973): futbolista. Jugador en diversas posiciones en Talleres de Escalada (1992-1993), Banfield (1993-1995) y Inter (1995-2011), posee la máxima cantidad de partidos jugados para la Selección de fútbol de Argentina (138).
- Rodrigo De Paul, futbolista profesional
- Alejandro Darío Gómez, futbolista profesional
- Gastón Fernández, exfutbolista profesional
- Ximena Capristo, actriz, modelo y vedette argentina

## Deportes
Entre sus clubes de fútbol se encuentran dos de los cinco grandes del fútbol argentino: Racing Club e Independiente. Otras instituciones relevantes en lo futbolístico son Arsenal, Porvenir, Dock Sud, San Telmo y Victoriano Arenas.
Además, el Club Argentino de Rugby, con 35 años de experiencia, tiene uno de los lugares más importantes en la ciudad para jóvenes, adultos y niños en función de este deporte.
Una nota importante en la historia de Avellaneda es la importante institución de Regatas.

## Educación
El partido de Avellaneda cuenta con, al menos, 80 escuelas públicas (55 Primarias, 16 de Enseñanza Media y 9 de Enseñanza Técnica), más de 30 institutos privados y sedes de tres universidades nacionales (UBA, UTN y UNDAV).

## Estaciones de ferrocarril
- Avellaneda, FCGB ex FCPBA (ramal clausurado).
- Bullrich, FCGR (cargas).
- Darío Santillán y Maximiliano Kosteki (exestación Avellaneda), FCGR.
- Gerli, FCGR.
- Sarandí, FCGR.
- Villa Domínico, FCGR.
- Wilde, FCGR.

## Radios
| MHz       | Nombre de la radio FM            |
| --------- | -------------------------------- |
| 87.7 MHz  | Radio A (Duplex)                 |
| 88.5 MHz  | Radio Cítrica                    |
| 88.7 MHz  | Radio A                          |
| 90.7 MHz  | Radio UNDAV                      |
| 90.9 MHz  | UNCB Radio                       |
| 91.3 MHz  | Radio A                          |
| 91.9 MHz  | Radio Joya                       |
| 96.1 MHz  | Radio Encuentros                 |
| 99.3 MHz  | La Poderosa 3.0                  |
| 99.7 MHz  | La Exitosa                       |
| 102.7 MHz | FM Pasión                        |
| 104.5 MHz | FM Río                           |
| 106.1 MHz | FM Secla                         |
| 107.3 MHz | FM Avellaneda (El Destape Radio) |